# Kei Uemura
Kei Uemura (født 24. september 1981) er en japansk fodboldspiller.
Han har spillet for flere forskellige klubber i sin karriere, herunder Shonan Bellmare, Júbilo Iwata og Fukushima United FC.